# Ghiacciaio Yakoruda

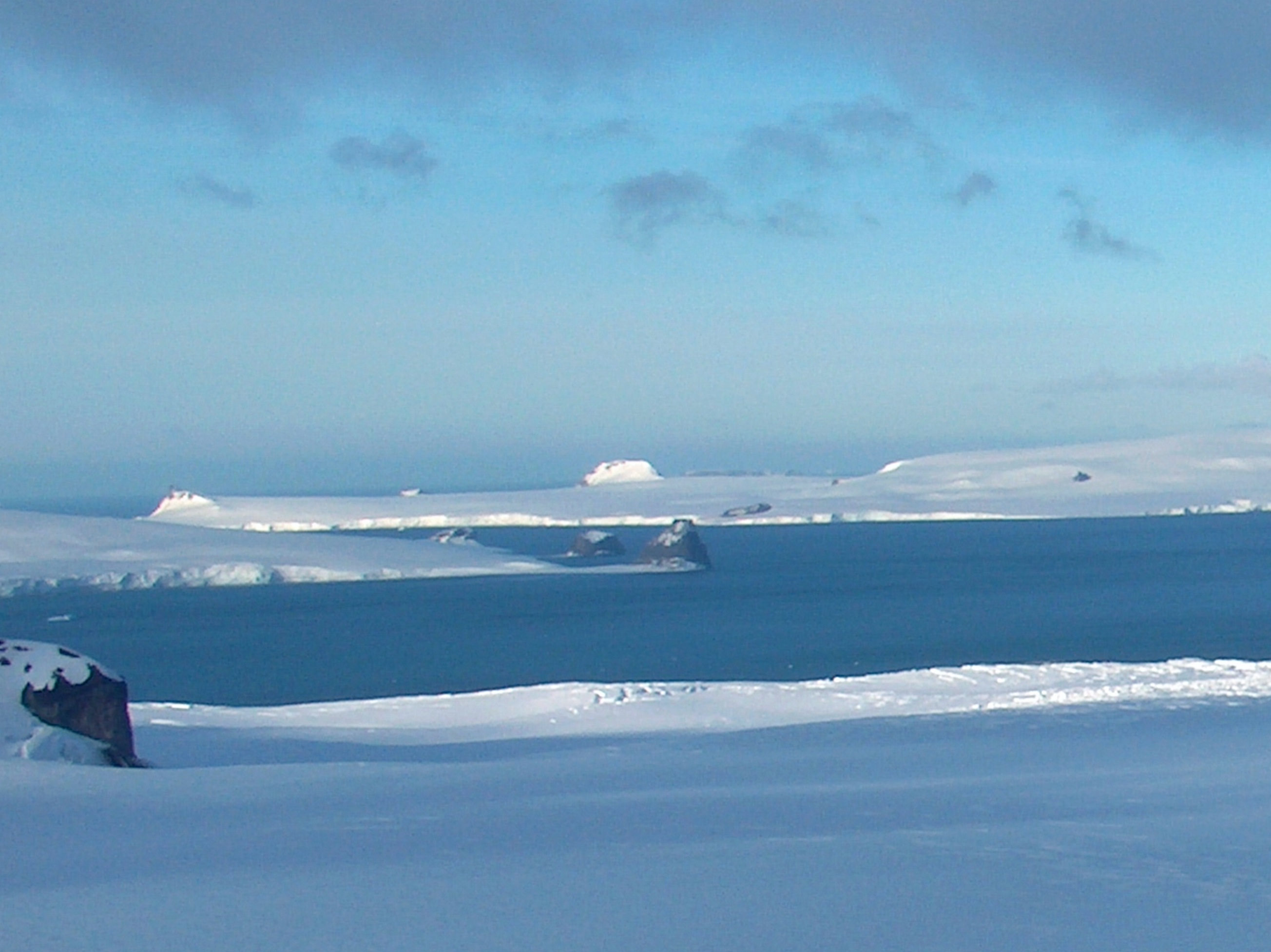
Il ghiacciaio Yakoruda, sullo sfondo, visto dall'area del picco Ravda, sull'isola Livingston.

Il ghiacciaio Yakoruda è un ghiacciaio lungo circa 3,5 km e largo circa 2,5, situato sull'isola Greenwich, nelle isole Shetland Meridionali, un arcipelago antartico situato poco a nord della Penisola Antartica. Il ghiacciaio si trova in particolare sulla costa occidentale dell'isola, dove fluisce verso ovest a partire dal versante occidentale del nunatak Panagyurishte, fino a entrare nella cala Berende, sulla costa dello stretto di McFarlane.

## Storia
In seguito alla spedizione Tangra 2004/05, il ghiacciaio Yakoruda è stato così battezzato nel 2005 dalla commissione bulgara per i toponimi antartici in onore di Yakoruda, una cittadina situata nella Bulgaria sudoccidentale.